# Prawo malejących przychodów
Prawo malejących przychodów – prawo w ekonomii, zgodnie z którym zwiększając nakłady jednego czynnika o kolejne jednostki i utrzymując nakłady pozostałych czynników bez zmian, osiąga się punkt, począwszy od którego dalsze zwiększanie ilości tego czynnika powoduje zmniejszanie krańcowych przyrostów całkowitej produkcji.